# 法國國鐵BB 8500型電力機車
BB 8500型电力机车是法国阿尔斯通公司为法国国家铁路公司设计制造的一种干线电力机车，适用于供电制式为1500伏直流电的电气化铁路，是BB 17000型交流电力机车和BB 25500型双电流制电力机车的系列产品，在1964年至1974年共制造了146台。
BB 8500型机车为客、货运通用电力机车，采用单电机转向架。